# Bielkowo (przystanek kolejowy)
Bielkowo – nieczynny przystanek osobowy, a dawniej stacja kolejowa w Bielkówku, w województwie pomorskim, w Polsce. Znajduje się na trasie linii nr 229 Pruszcz Gdański – Łeba.

## Historia
Przed II wojną światową budynek stacji pełnił rolę miejsca, w którym spotykała się mniejszość polska. Prowadzono kursy, wystawiano przedstawienia, wyświetlano filmy.